# Нижегородский летописец
Нижегородский летописец — русская летопись середины — второй половины XVII века, составленная в Нижнем Новгороде предположительно капитулом местного собора. Повествует в основном о событиях, которые происходили в городе и крае в XIII—XVII веках.
Научная литература с XVIII века называла «Нижегородским летописцем» Алатырский список Воскресенской летописи, который не следует путать с Нижегородским летописцем.

## Текстология
Известен в большом количестве списков, датируемых концом XVII—XIX веками (диссерация М. Я. Шайдаковой учитывает 29 списков). Текст памятника по восьми спискам публиковал А. С. Гациский (современные цифры рукописей, которые были использованы в издании, указаны в статье М. Я. Шайдаковой). М. Я. Шайдакова выделила семь редакций летописи. Три из них относятся к XVII веку (Строгановская, Титовская и Полная), четыре — к XVIII — началу XIX веков (две сокращенные и две компилятивные).

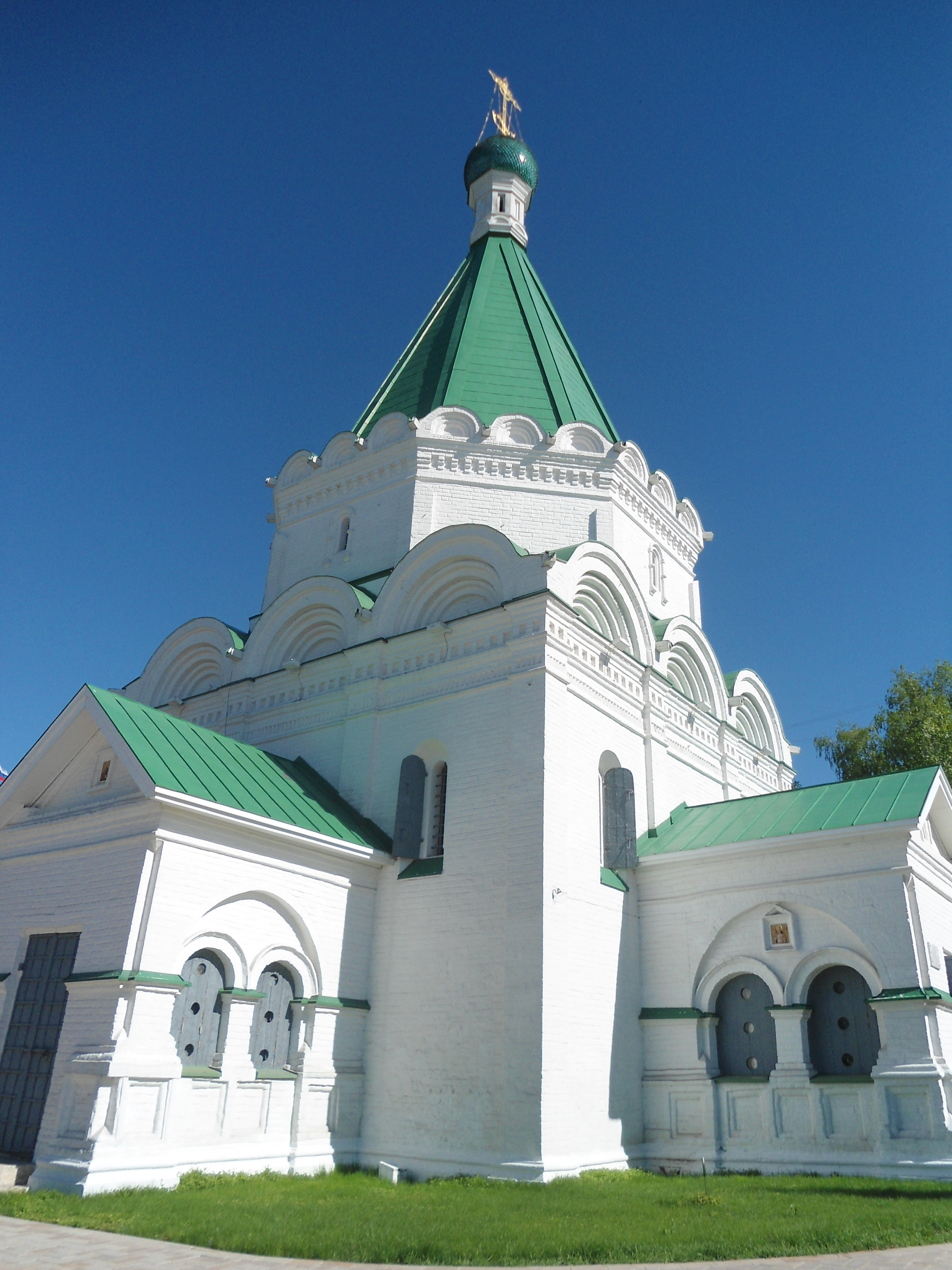
Михайло-Архангельский собор в Нижегородском кремле

Первоначальная редакция реконструируется на основе Строгановской, Титовской и Полной редакций, по исследованию М. Я. Шайдаковой, создана около середины XVII века в кругах, которые были близки к причту Михайло-Архангельского собора Нижегородского кремля. Около 1687 году составлена Полная редакция, которая известна в наибольшем числе списков, не менее 11 списках. Известия, общие для всех списков, образующих Полную редакцию, ограничены 1687 годом, что может свидетельствовать о связи её составления с учреждением нижегородской митрополичьей кафедры и деятельностью первых митрополитов Филиппа (с 1672) и Павла (с 1687). Не позднее середины 1720-х годов один из видов Полной редакции вошёл в родословно-летописный сборник и в его составе распространялся во второй четверти XVIII века. Полная редакция стала основой для создания сокращённых и компилятивных редакций XVIII — первой четверти XIX веков. Самостоятельным памятником позднего местного летописания, предположительно, являются дополнительные известия за 1697—1764 годы, которые сопровождают текст компилятивной редакции в списке 1800-х годов и изданы А. С. Гациским под заглавием «Новый Нижегородский летописец».

## Содержание и источники
Текст открывает известие об основании Нижнего Новгорода великим князем Юрием Всеволодовичем, что датировано здесь 1212 (6720) годом вместо 1221 (6729) года. Известий XIII—XIV веков имеют ошибки в хронологии событий (которые отличаются от ошибок в Летописце о Нижнем Новгороде), с отклонением от реальных дат в сторону их удревнения в пределах от нескольких лет до столетия. Тексты Строгановской и Титовской редакций оканчиваются известиями за середину XVII века. В Полной и восходящим к ней редакциям XVIII века текст, общий для всех списков, доведён до 1687 (7195) года. Некоторые списки доводят изложение до 1762 года.
Нижегородский летописец ясно разделён на две части: текст, содержащий известия «шестыя тысящи» (до 1422 года — эта часть привлекалась учёными для реконструкции нижегородско-суздальского летописания XIV века) и известия «седьмыя тысящи» (с 1509 года до конца памятника). По мнению А. Н. Насонова источником первой части была летопись, близкая к Никоновской, согласно М. Я. Шайдаковой — в ряде мест переработанный текст Летописца о Нижнем Новгороде; известия последнего восходят к Типографской летописи особой редакции. Шайдакова считает, что тот же источник был использован также во второй части Нижегородского летописца — в известиях 7021, 7028, 7031 и 7039 годов. Другие источники известий XIV—XVI веков, по Шайдаковой, включали Хронограф Русский редакции 1617 года, Воскресенскую летопись, Степенную книгу (источник повести о княгине Вассе) и одну из редакций родословных книг (источник «перечня князей»).
В. К. Зиборов и А. А. Турилов соглашаются с использованием последних двух источников, но считают, что привлечение настолько большого круга памятников для составления небольшой по объёму древнейшей части Нижегородского летописца маловероятно. Также эти учёные ставят под сомнение отождествление основного источника Нижегородского летописца и Летописца о Нижнем Новгороде. Оба памятника известны в почти синхронных списках, протографы которых отстоят друг от друга по времени создания недалеко. В то же время сама М. Я. Шайдакова отметила существенные редакционные отличия в составе одних и тех же известий обоих памятников, различаются они также набором ошибок в хронологии. Возражение Зиборова и Турилова вызывает также мнение, что заголовок Нижегородского летописца («Выписано из летописца… о Нижнем Новеграде») отразил самоназвание Летописца о Нижнем Новгороде («Летописец о Нижнем Новеграде, в коих годех заложен, и при коем великом князе»). Первый памятник включает больше известий, чем второй (в котором не отражены события XV века) и не может считаться «выписаным» из него. Совпадение самоназваний эти исследователи объясняют, вероятно, случайным характером. Заглавие первого говорит не о том, что его текст взят из Летописца о Нижнем Новгороде, а о том, что он представляет собой выборку нижегородских известий из общерусской летописи. Обе летописи, по Зиборову и Турилову, могли быть созданы в результате независимого извлечения нижегородского материала из близких сводов.
Известия Нижегородского летописца за XVII века и, в некоторой мере, за XVI век передают местную летопись, сообщая о таких событиях как строительство, в основном церковное, межевание земель, стихийные бедствия — пожары, оползни, эпидемии, назначения и перемещения представителей местных светских и духовных властей.

## Значение
Появление Нижегородского летописца и более раннего Летописца о Нижнем Новгороде, является свидетельством возрастания интереса к местной истории и формирования провинциальной историографии, которая получила широкое распространение в XVIII века, — вначале в традиционной форме летописания. Связь данной историографии с более ранней местной летописной традицией является лишь опосредованной, через общерусские летописные своды XV—XVI века.